# Civray (Vienne)
Civray – miejscowość i gmina we Francji, w regionie Nowa Akwitania, w departamencie Vienne.
Według danych na rok 1990 gminę zamieszkiwały 2814 osoby, a gęstość zaludnienia wynosiła 323 osób/km² (wśród 1467 gmin regionu Poitou-Charentes Civray plasuje się na 83. miejscu pod względem liczby ludności, natomiast pod względem powierzchni na miejscu 900.).